# Sofija Nostitz-Rieneck
Sofija Nostitz-Rieneck (Konopiště, Češka Republika, 3. lipnja 1913. – Thannhausen, Austrija, 16. siječnja 1997.) bila je  prvorođena i jedina kći nadvojvode Franje Ferdinanda i grofice Sofija Chotek.

## Životopis
Sofija je rođena 3. lipnja 1913. godine u Češkoj Republici kao najstarije dijete Franje Ferdinanda i Sofije Chotek. Nakon atentata na njezine roditelje, Sofija je zajedno sa svojom braćom Maksimilijanom i Ernstom potpala pod brigu svoje tetke, Henriette grofice Chotek i bliskog očevog prijatelja, grofa Jaroslava od Thuna i Hohensteina. Službeni skrbnik Sofije i njezine braće je bio kralj Franjo Josip I. 31. kolovoza 1917. austro-ugarski kralj Karlo I. Austrijski je Sofiji dodijelio plemićki naslov grofice, a njenoj braći naslov princa. 1918. godine, novoosnovana Čehoslovačka je ukinula pravo vlasništva njezinih roditelja, uključujući i ono na dvorac Konopiště i imanje u Chlumec nad Cidlinou. Sofija je nakon Prvog svjetskog rata, 1919. godine, zajedno s braćom bila izgnana iz Čehoslovačke. Čehoslovačke vlasti su dozvolile da svaki od njih sa sobom ponese svega 5 kg. prtljage. Preselili su se u Beč i dvorac Artstetten blizu Wachaua. 1919. godine ukinuta joj je plemička titula austrijskim zakonom o plemstvu. 1920. godine udajom za grofa Friedricha Nostitz-Rienecka se preselila u Čehoslovačku. Sofijina braća su prilikom svakog posjeta trebala tražiti specijalnu dozvolu od čehoslovačkih vlasti, koja često nije bila odobrena ili je bila izdana s velikim zakašnjenjem. Anschlussom Austrije 1938. godine, Sofijna braća su zbog svojih protunacističkih stavova bila uhićena i deportirana u Koncentracijski logor Dachau. Cjelokupnu imovinu u Austriji su im konfiscirale vlasti Trećeg Reicha. Zbog svojeg supruga, koji je bio Sudetski Nijemac, Sofijini sinovi su bili prisiljeni pristupiti Wehrmachtu nakon okupacije Čehoslovačke 1939. godine. Nakon Drugog svjetskog rata Sofija je napustila Čehoslovačku i preselila se s obitelji u austrijsko mjesto Geyeregg. 1962. preselila se u Salzburg. Sofija Nostitz-Rieneck je preminula dva mjeseca nakon srčanog udara, 16. siječnja 1997. godine u austrijskom Thannhausenu. Nadživjela je obojicu svoje braće. Sahranjena je uz supruga u obiteljskoj grobnici u Weizbergu. Sofijin život je bio primjer kršćanskog života.

## Potomstvo
Sofija se udala za grofa Friedricha Nostitz-Rienecka 8. rujna 1920. godine. Zajedno su imali četvero djece:
- Grof Ervin Maksimilijan Franjo Petar Paul Hubertus Konrad Marija Nostitz-Rieneck (1921. – 1949.), umro kao ratni zarobljenik u Sovjetskom Savezu;
- Grof Franjo Assisi Friedrich Ernst Leopold Jozef Marija Nostitz-Rieneck (1923. – 1945.), poginuo na istočnome frontu;
- Grof Alois Karlo Josip Marija Nostitz-Rieneck (1925. – 2003.), oženio 1962. groficu Tereziju Waldburg-Zeil;
- Grofica Sofija Amalija Terezija Quirinia Henrieta Lukrecija Magdalena Marija Ignacija Nostitz-Rieneck (1929. -), udala se 1953. za baruna Ernsta Gudenusa.